# 日の出 (我孫子市)
日の出（ひので）は、千葉県我孫子市の大字。2017年4月1日現在の人口は0人。郵便番号270-1174。

## 地理
東は中峠、南は下ケ戸、西から北は青山に隣接している。

## 小・中学校の学区
市立小・中学校に通う場合、学区は以下の通りとなる。
| 番地 | 小学校                     | 中学校                 |
| ---- | -------------------------- | ---------------------- |
| 全域 | 我孫子市立我孫子第三小学校 | 我孫子市立我孫子中学校 |

## 施設
- 日本電気我孫子事業場
- 日本電気我孫子事業場グラウンド